# غلاديس ميليغان
غلاديس ميليغان (بالإنجليزية: Gladys Milligan)‏ هي رسامة أمريكية، ولدت في 1892، وتوفيت في 1973 في تريون في الولايات المتحدة.